# 今朝
| ウィキペディアには「今朝」という見出しの百科事典記事はありません（タイトルに「今朝」を含むページの一覧/「今朝」で始まるページの一覧）。 代わりにウィクショナリーのページ「今朝」が役に立つかもしれません。 |